# 核糖核酸酶H
核糖核酸酶H（英語：Ribonuclease H，简写为RNase H 或 RNH）是一类在DNA复制中催化DNA-RNA引物杂合体（如岡崎片段）的RNA部分的降解的核糖核酸酶。核糖核酸酶H可水解两个相邻RNA碱基之间的3'-磷酸键，但不能水解最后一个RNA核糖核酸与DNA的第一个脱氧核糖核酸之间的磷酸键，因此产生带5'端带一个核糖核酸的DNA链，之后由5'-3'核酸外切酶来切除。

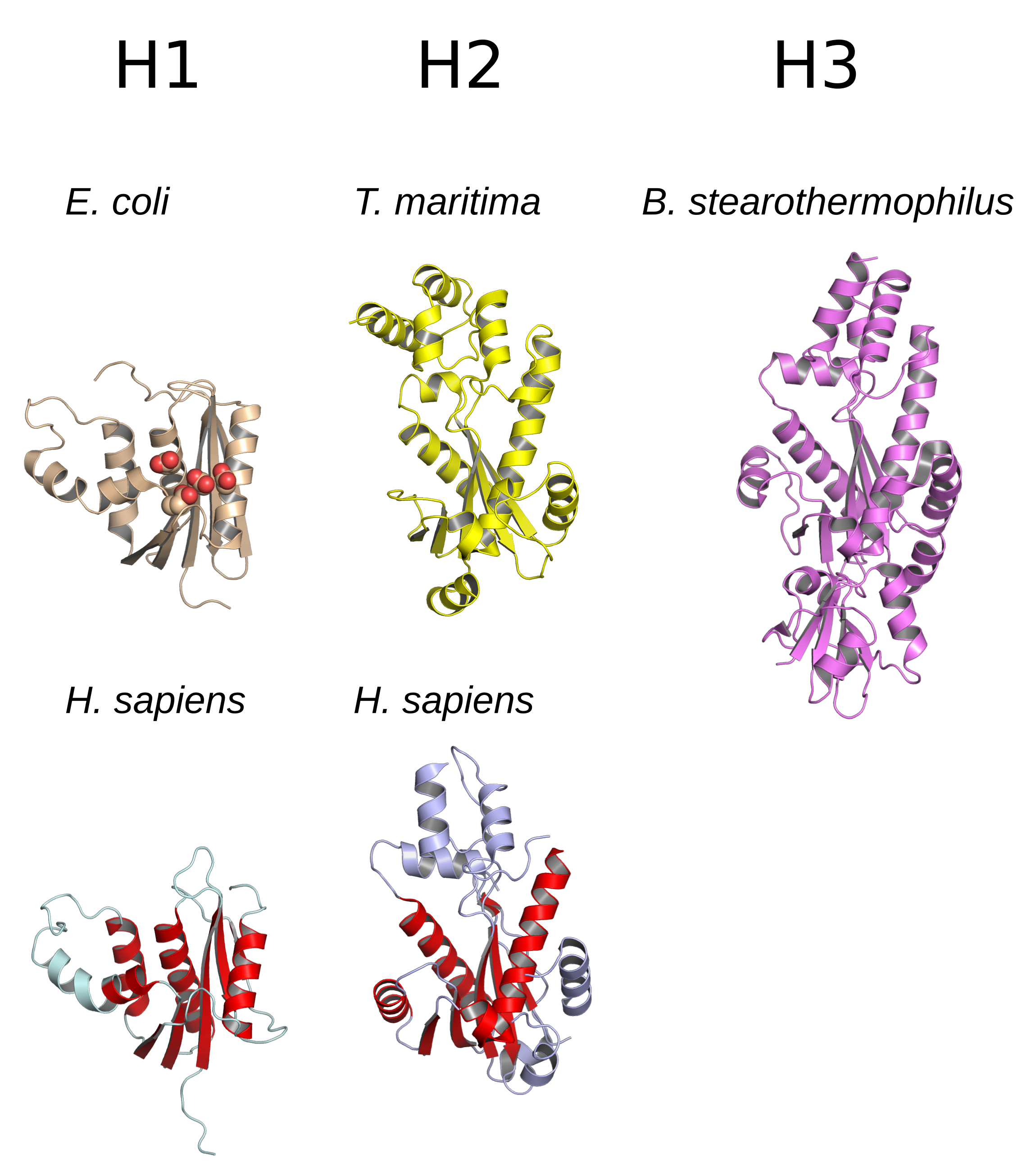
H1、H2和H3三类RNase H的比较

细菌、古菌和真核生物都有两类RNase H，称为H1和H2，此外少数细菌还有一类H3。